# FOX Sport Centraal
FOX Sport Centraal was een dagelijks televisieprogramma op het Nederlandse commerciële televisiekanaal FOX. Het was een dagelijks sportnieuwsprogramma dat vooral aandacht aan voetballen besteedde. Er werden beelden getoond uit diverse competities en nieuws besproken door de redactie van De Telegraaf. Er werd gepresenteerd in duo's, iedere dag een man en een vrouw. Vanaf het begin zijn dit Carrie ten Napel, Wytse van der Goot, Bas van Veenendaal en Hélène Hendriks. Het programma werd twee keer per dag uitgezonden, om 18.00 en rond de klok van 23:00 uur. In de eerste twee maanden was er ook een uitzending om 20.00 uur.
Er werd ook aandacht besteed aan andere sporten, zoals wielrennen, schaatsen en tennis. Het programma beschikte over beelden van de Eredivisie, Jupiler League, Premier League, Serie A en UEFA Europa League.
Het programma werd in samenwerking met Telesport van De Telegraaf gemaakt en geproduceerd door Endemol, de technische realisatie was in handen van facilitair mediabedrijf DutchView.